# Essex Senior Football League

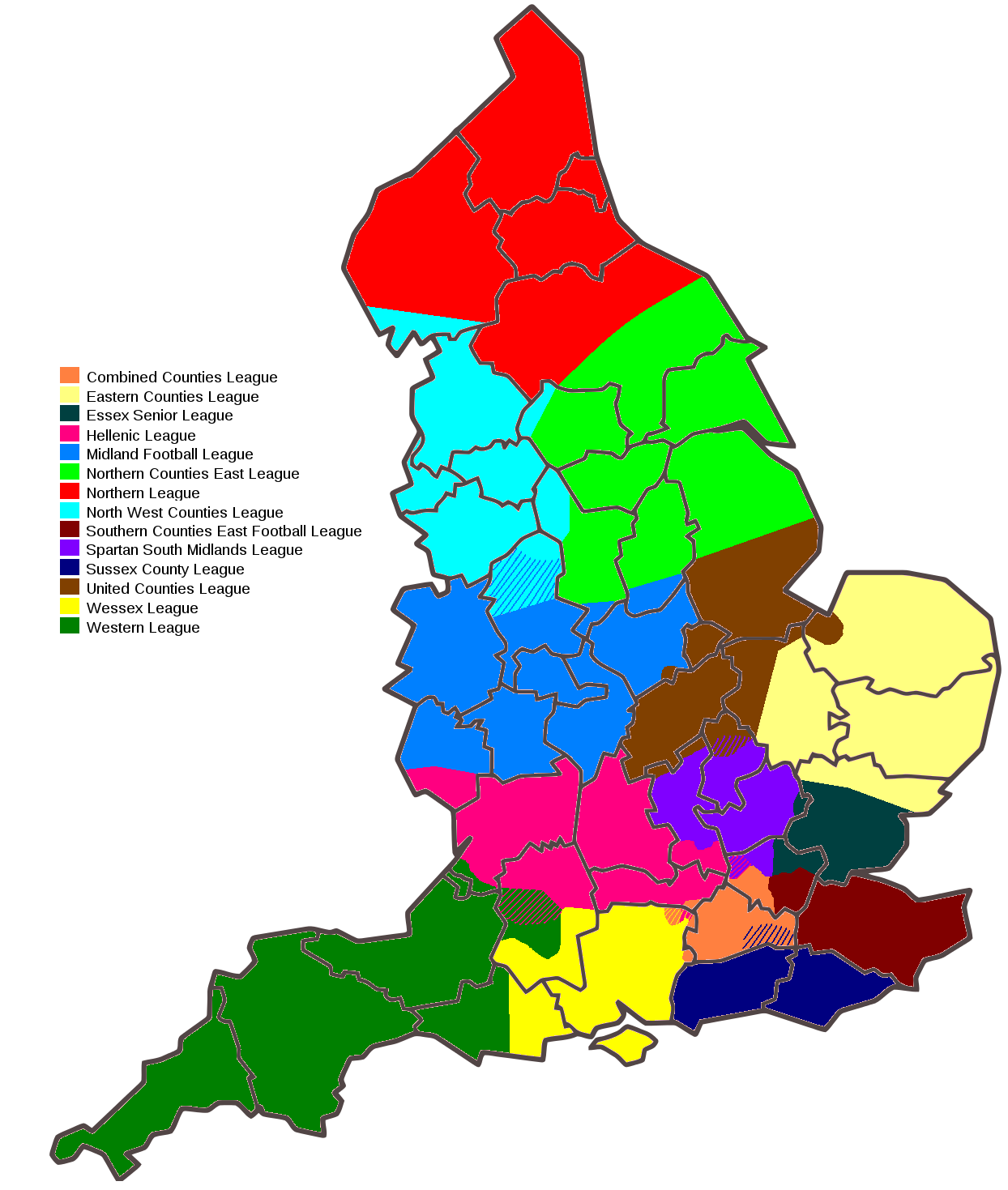
De Engelse voetbalregio's, met Essex in het blauwgroen

De Essex Senior Footbal League  is een Engelse regionale voetbalcompetitie voor clubs uit Essex en Oost-Londen. De competitie bestaat uit één divisie op het negende niveau van de Engelse voetbalpiramide. De competitie kent geen structurele degradatie, aangezien er steeds minder dan 22 clubs in de competitie uitkomen. Promotie kan wel plaatsvinden als de daarvoor in aanmerking komende clubs aan de eisen voldoen.

## Stichtende leden
De competitie werd opgericht in 1971 en telde in haar eerste seizoen negen deelnemers. Onderstaande tabel geeft deze weer op volgorde van de eindranglijst van het seizoen 1971/92.
| # | Club                |
| - | ------------------- |
| 1 | Witham Town         |
| 2 | Billericay Town     |
| 3 | Pegasus Athletic    |
| 4 | Tiptree United      |
| 5 | Saffron Walden Town |
| 6 | Basildon United     |
| 7 | Heybridge Swifts    |
| 8 | Southend United 'A' |
| 9 | Stansted            |

## Vorige kampioenen
| Seizoen | Kampioen              | Tweede                | Derde                |
| ------- | --------------------- | --------------------- | -------------------- |
| 1971/72 | Witham Town           | Billericay Town       | Pegasus Athletic     |
| 1972/73 | Billericay Town       | Basildon United       | Stansted             |
| 1973/74 | Saffron Walden Town   | Billericay Town       | Coggeshall Town      |
| 1974/75 | Billericay Town       | Basildon United       | Coggeshall Town      |
| 1975/76 | Billericay Town       | Tiptree United        | Basildon United      |
| 1976/77 | Basildon United       | Brentwood             | Billericay Town      |
| 1977/78 | Basildon United       | Tiptree United        | Ford United          |
| 1978/79 | Basildon United       | Canvey Island         | Eton Manor           |
| 1979/80 | Basildon United       | Wivenhoe Town         | Canvey Island        |
| 1980/81 | Bowers United         | Heybridge Swifts      | Wivenhoe Town        |
| 1981/82 | Heybridge Swifts      | Wivenhoe Town         | Brentwood            |
| 1982/83 | Heybridge Swifts      | Stansted              | Halstead Town        |
| 1983/84 | Heybridge Swifts      | Bowers United         | Witham Town          |
| 1984/85 | Maldon Town           | Witham Town           | Stansted             |
| 1985/86 | Witham Town           | Wivenhoe Town         | Ford United          |
| 1986/87 | Canvey Island         | Witham Town           | Purfleet             |
| 1987/88 | Purfleet              | Brentwood             | Halstead Town        |
| 1988/89 | Brightlingsea United  | East Thurrock United  | Ford United          |
| 1989/90 | Brightlingsea United  | Woodford Town         | East Thurrock United |
| 1990/91 | Southend Manor        | Brentwood             | Burnham Ramblers     |
| 1991/92 | Ford United           | Brentwood             | East Thurrock United |
| 1992/93 | Canvey Island         | Sawbridgeworth Town   | Bowers United        |
| 1993/94 | Basildon United       | Ford United           | Canvey Island        |
| 1994/95 | Great Wakering Rovers | Sawbridgeworth Town   | Romford              |
| 1995/96 | Romford               | Great Wakering Rovers | Concord Rangers      |
| 1996/97 | Ford United           | Great Wakering Rovers | Concord Rangers      |
| 1997/98 | Concord Rangers       | Basildon United       | Bowers United        |
| 1998/99 | Bowers United         | Great Wakering Rovers | Saffron Walden Town  |
| 1999/00 | Saffron Walden Town   | Southend Manor        | Burnham Ramblers     |
| 2000/01 | Brentwood             | Saffron Walden Town   | Barkingside          |
| 2001/02 | Leyton                | Enfield Town          | Burnham Ramblers     |
| 2002/03 | Enfield Town          | Concord Rangers       | Ilford               |
| 2003/04 | Concord Rangers       | Ilford                | Sawbridgeworth Town  |
| 2004/05 | Enfield Town          | Burnham Ramblers      | Waltham Abbey        |
| 2005/06 | AFC Hornchurch        | Waltham Abbey         | Tilbury              |
| 2006/07 | Brentwood Town        | Romford               | Barkingside          |
| 2007/08 | Concord Rangers       | Enfield 1893          | Barkingside          |
| 2008/09 | Romford               | Enfield 1893          | Takeley              |
| 2009/10 | Stansted              | Witham Town           | Burnham Ramblers     |
| 2010/11 | Enfield 1893          | Stansted              | Witham Town          |
| 2011/12 | Witham Town           | Southend Manor        | Takeley              |
| 2012/13 | Burnham Ramblers      | Barkingside           | Takeley              |
| 2013/14 | Great Wakering Rovers | Haringey Borough      | Enfield 1893         |